# Sceloporus grandaevus
Sceloporus grandaevus (серральвський сатор) — вид ігуаноподібних ящірок родини фриносомових (Phrynosomatidae). Ендемік Мексики.

## Поширення і екологія
Серральвські сатори є ендеміками острова Серральво в Каліфорнійській затоці. Вони живуть серед скель, а також на прилеглих місцевостях, порослих чагарниками, на прибережних дюнах, та на відкритих, порослих рослинністю рівнинах.